# Ktyr caucasicus
Ktyr caucasicus är en tvåvingeart som först beskrevs av Richter 1963.  Ktyr caucasicus ingår i släktet Ktyr och familjen rovflugor. Inga underarter finns listade i Catalogue of Life.